# Ostoma
Ostoma är ett släkte av skalbaggar som beskrevs av Johann Nepomuk von Laicharting 1781. Ostoma ingår i familjen flatbaggar.
Släktet innehåller bara arten Ostoma ferruginea.

## Bildgalleri

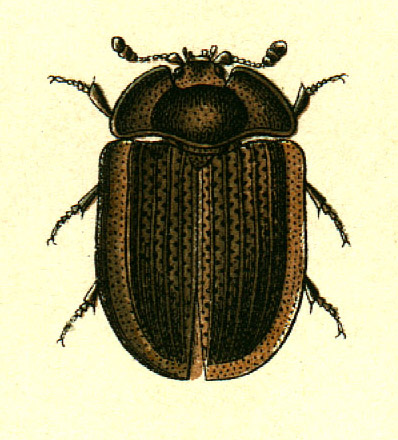
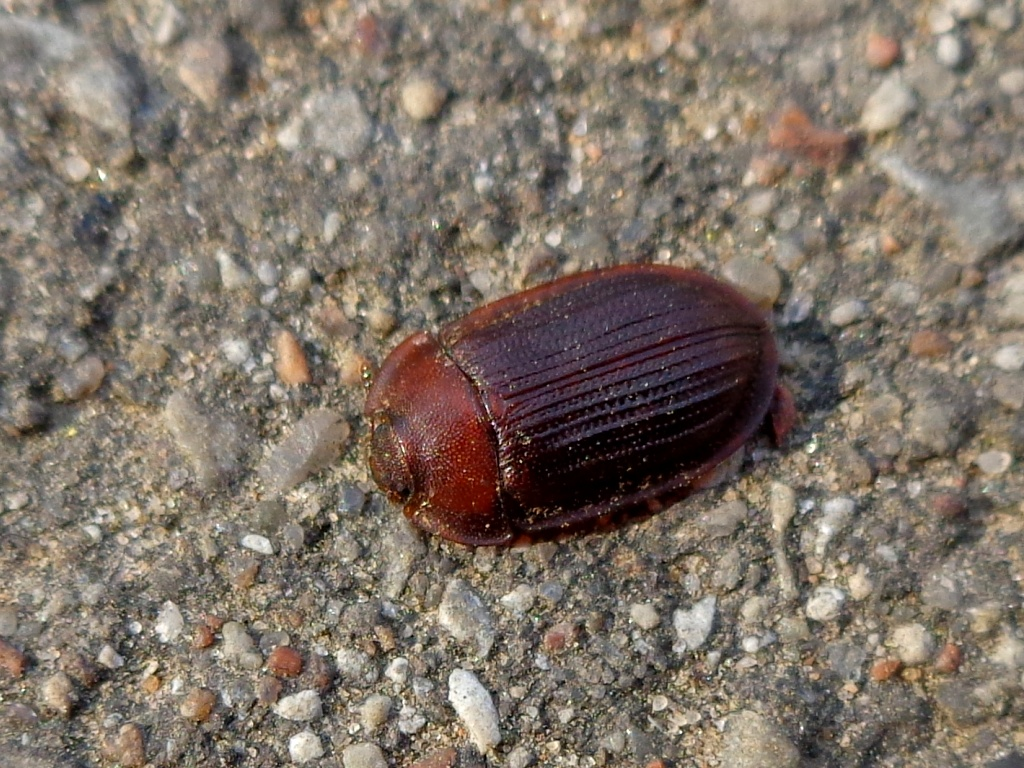
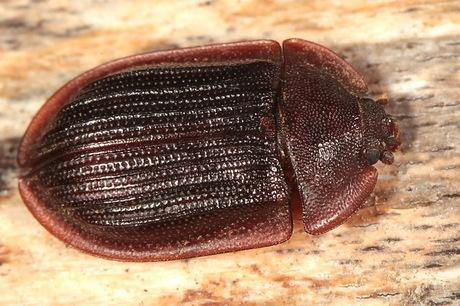
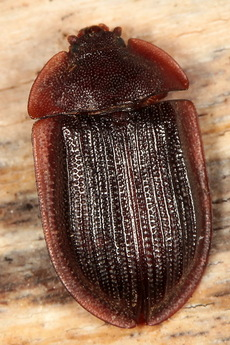
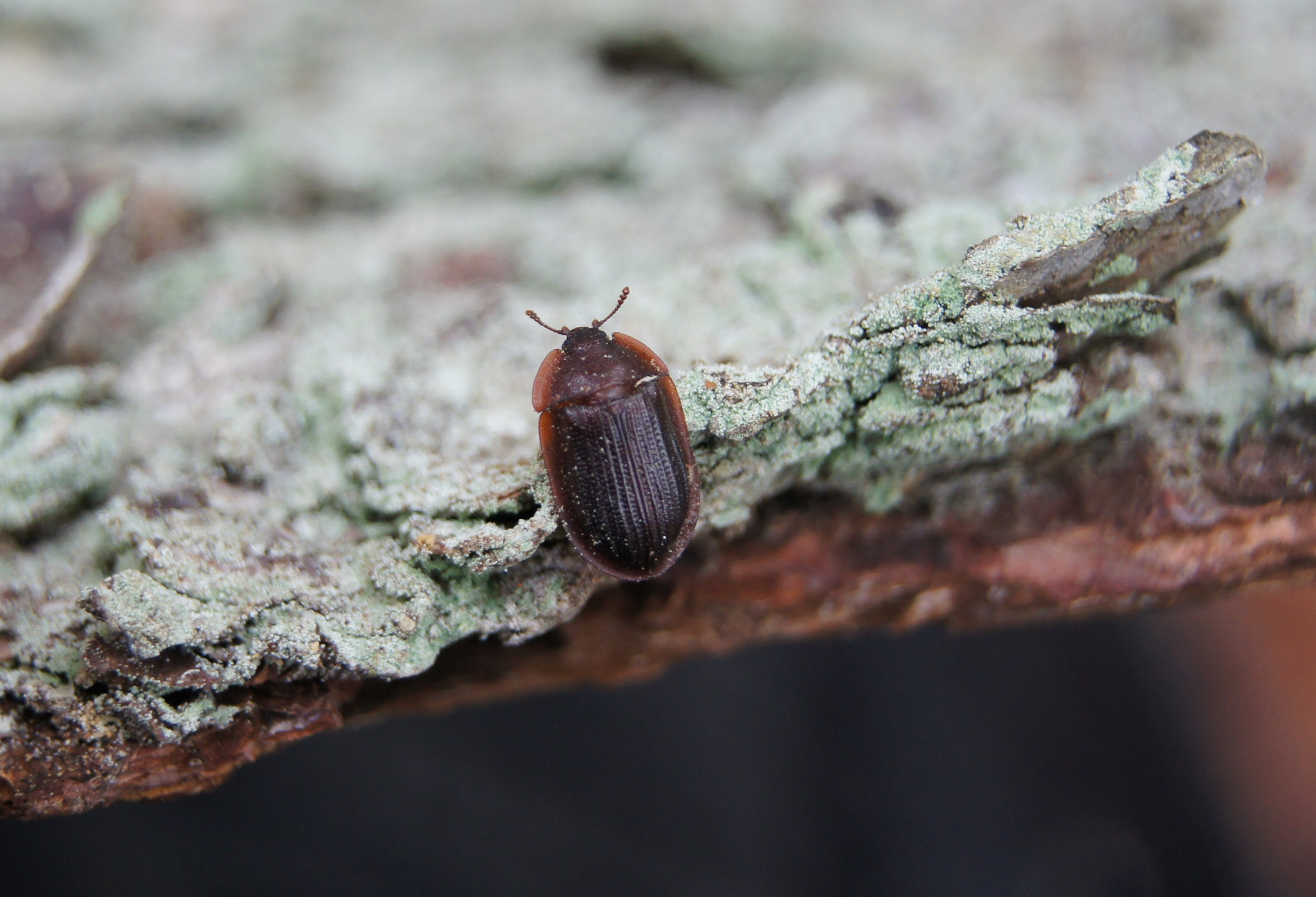
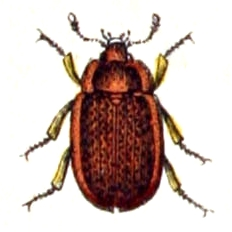